# Navaja automática
Una navaja automática o cuchillo automático es un tipo de navaja, con una hoja que se puede desplegar rápidamente. Como en el caso de un cuchillo plegable, en la posición de reposo, la hoja se encuentra dentro del mango (que hace de "vaina"), pero con solo presionar un mecanismo, generalmente botón, un gozne hace que la hoja salga con gran rapidez hasta llegar a la posición típica de funcionamiento de una hoja de cuchillo estándar, donde queda enclavada. Para volver a plegarla, se debe volver a presionar el botón. Algunas pueden llevar otro botón deslizante para bloquearla en la posición de reposo.

## Historia

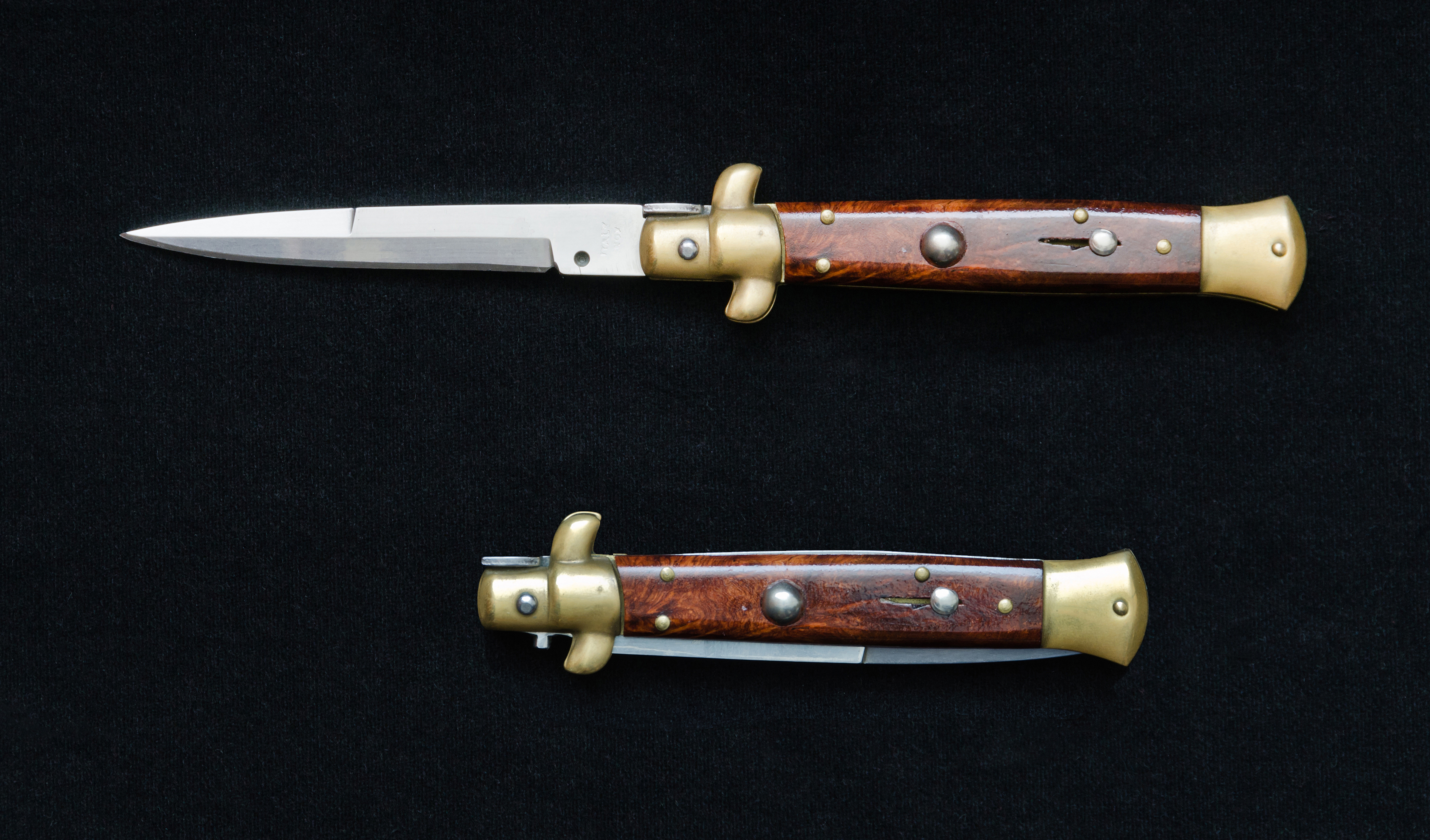
Dos vistas de una navaja automática italiana.

Su evolución ha seguido diferentes cauces en los distintos países. En Italia llegó a ser un arma realmente temida hasta su prohibición, llegó a un diseño único en su género, apareciendo por primera vez en el lugar de su invención, el catálogo de 1925 de la "Compagnia Coricama" de Maniago.
En Francia, durante el siglo XIX, estaban disponibles navajas plegables marca Châtellerault en versiones tanto automáticas como abiertas manualmente en varios tamaños y longitudes. Las navajas Châtellerault tenían características reconocibles como p.e., las guardias transversales en forma de "S ", un mecanismo de tipo ganzúa y las cachas con grabados decorativos de perla y marfil. En España, se atribuye al almirante D'Estaing una navaja para uso naval con un tipo de plegado que se podía utilizar como un cubierto. En posición cerrada (plegada), la punta de la pala se extendía más allá del mango para ser utilizada en la mesa del comedor. Tenía un muelle en toda su longitud que se podía activar con una palanca lateral, presionando la palanca en lugar del típico botón del mango.

## Limitaciones legales

Apertura de una navaja automática.

Por sus características de rápida extracción-ocultación y el alto potencial para abusar de su uso, la navaja automática está generalmente considerada legalmente como una verdadera arma blanca, y prohibida en ciertos países (o estados).

### Colombia
El porte de armas blancas en un sitio público o privado, incurrirá en prisión de uno a dos años. No obstante, si es la primera vez de la incursión en el delito solo se tomara una charla pedagógica de seis horas y posiblemente una multa.

### España
Están prohibidos la manufactura, importación, comercio, uso y tenencia de navajas automáticas.

### Estados Unidos
Al contrario de lo que pasa con los cuchillos balísticos, que son ilegales en todo el territorio de los Estados Unidos de América, las navajas automáticas convencionales, su posesión es legal en más de 30 estados.

## En la ficción
- Doce hombres sin piedad
- The Magnificent Seven (revólver vs navaja automática)[7]
- Duelo de titanes (minuto 1:28)[8]